# SFI1
SFI1‏ (SFI1 centrin binding protein) هوَ بروتين يُشَفر بواسطة جين SFI1 في الإنسان.